# Onze-Lieve-Vrouw-Hemelvaartkerk (Steenhuize)

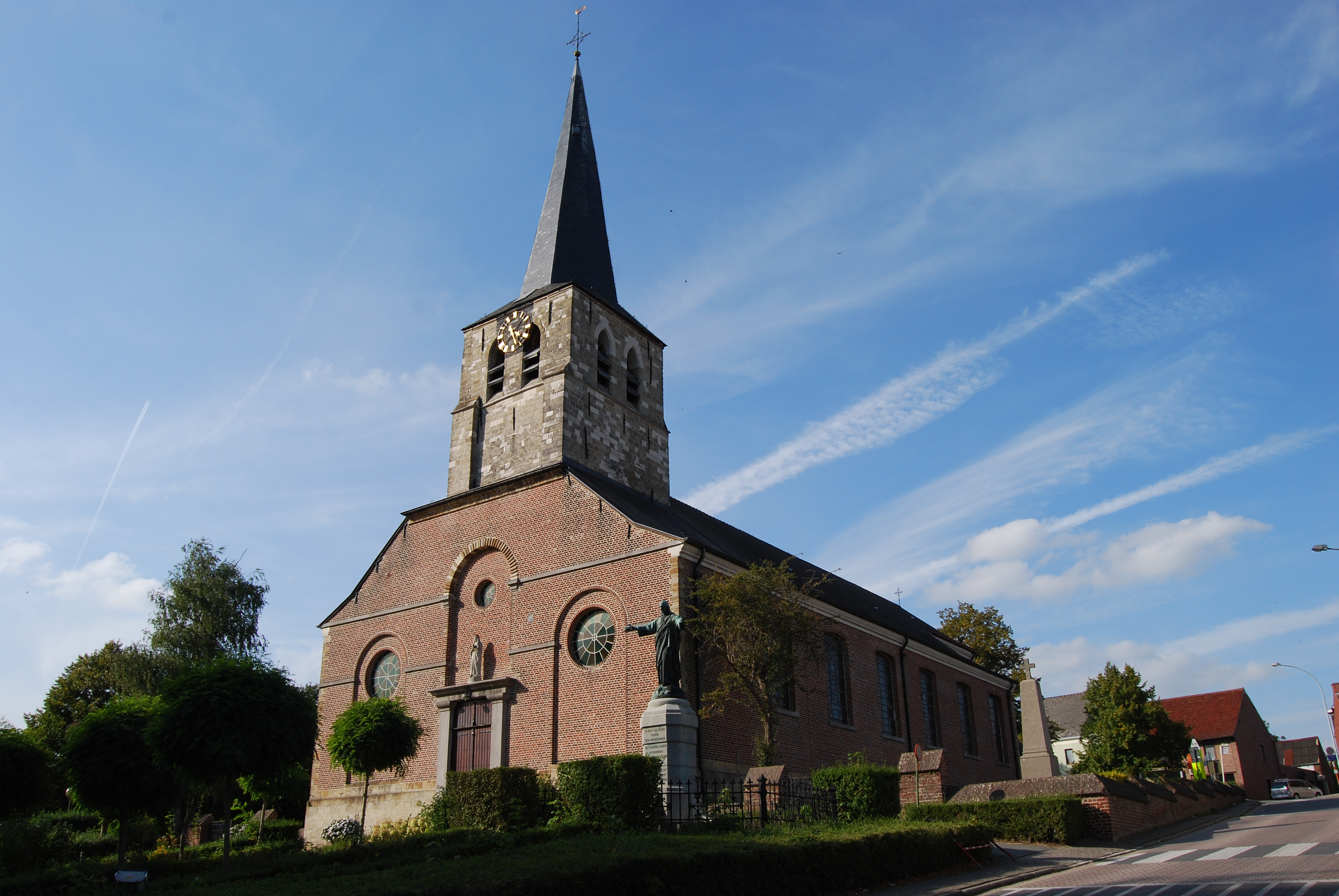
Onze-Lieve-Vrouw-Hemelvaartkerk

De Onze-Lieve-Vrouw-Hemelvaartkerk is de parochiekerk van de tot de Oost-Vlaamse gemeente Herzele behorende plaats Steenhuize, gelegen aan de Kloosterberg 1.

## Geschiedenis
In de 14e eeuw was er sprake van een gotisch kerkgebouw. In 1835 werd een groot deel van de kerk vervangen door een neoclassicistisch bouwwerk. 

## Gebouw
De naar het noorden georiënteerde kerk heeft aan de zuidzijde een ingebouwde toren die nog van de 14e-eeuwse kerk afkomstig is. Deze toren is opgetrokken in zandsteen. De spits is van 1576. De rest van de kerk is in baksteen uitgevoerd. De voorgevel toont uitgesproken neoclassicistische stijlkenmerken. De kerk is gebouwd op de Kloosterberg.

## Interieur
De middenbeuk wordt overkluisd door een tongewelf. Het orgel werd vervaardigd door Charles Anneessens.